# Wojsławice (gromada)
Wojsławice – dawna gromada, czyli najmniejsza jednostka podziału terytorialnego Polskiej Rzeczypospolitej Ludowej w latach 1954–1972.
Gromady, z gromadzkimi radami narodowymi (GRN) jako organami władzy najniższego stopnia na wsi, funkcjonowały od reformy reorganizującej administrację wiejską przeprowadzonej jesienią 1954 do momentu ich zniesienia z dniem 1 stycznia 1973, tym samym wypierając organizację gminną w latach 1954–1972.
Gromadę Wojsławice z siedzibą GRN w Wojsławicach utworzono – jako jedną z 8759 gromad na obszarze Polski – w powiecie chełmskim w woj. lubelskim na mocy uchwały nr 7 WRN w Lublinie z dnia 5 października 1954. W skład jednostki weszły obszary dotychczasowych gromad Partyzancka Kolonia, Stadarnia, Wojsławice i Witoldów ze zniesionej gminy Wojsławice w tymże powiecie. Dla gromady ustalono 22 członków gromadzkiej rady narodowej.
1 stycznia 1958 do gromady Wojsławice włączono obszary zniesionych gromad Majdan Nowy i Huta (bez wsi Turowiec i Krasne) w tymże powiecie.
1 stycznia 1960 do gromady Wojsławice włączono obszar zniesionej gromady Kukawka oraz wieś Czarnołozy i kolonię Manesówka ze zniesionej gromady Ostrów Kolonia w tymże powiecie.
1 stycznia 1962 do gromady Wojsławice włączono wsie Krasne, Turowiec, Putnowice Dolne, Putnowice Wielkie i Wólka Putnowicka oraz kolonię Putnowice ze zniesionej gromady Turowiec w tymże powiecie.
Gromada przetrwała do końca 1972 roku, czyli do kolejnej reformy gminnej. 1 stycznia 1973 w powiecie chełmskim reaktywowano gminę Wojsławice.